# Xenoblade Chronicles
Xenoblade Chronicles, conocido en Japón como Xenoblade (ゼノブレイド Zenobureido?), es un JRPG  publicado por Nintendo y desarrollado por Monolith Soft para la videoconsola Wii. 
Xenoblade Chronicles fue anunciado en el E3 de 2009, cuando se presentó un tráiler luciendo el título Monado: Beginning of the World. El tráiler muestra un espadachín futurista blandiendo una enorme espada combatiendo robots gigantes y monstruos en tercera persona. En Japón el juego fue renombrado Xenoblade en honor a Tetsuya Takahashi, quien "empeñó su alma en este juego y ha trabajado en otros juegos de Monolith Soft como Xenosaga". El juego fue lanzado el 10 de junio de 2010 en Japón. La fecha de salida para Europa se fijó para el 19 de agosto de 2011. Inicialmente el juego no tenía prevista su salida en territorio norteamericano, pero una campaña a tal efecto promovida desde internet y respaldada por diversas webs sobre videojuegos como IGN o GameSpot llevaron a su lanzamiento en EE. UU. y Canadá el 6 de abril de 2012. 
Una versión portátil del juego, titulada Xenoblade Chronicles 3D salió a la venta en abril de 2015. Solo es compatible con las consolas New Nintendo 3DS.
Desde agosto de 2015 (EU) y abril de 2016 (NA) está disponible como juego digital en la Nintendo eShop de Wii U. Esta versión agrega la posibilidad de jugar con el Wii U GamePad, algo que no es posible jugando con un disco físico usando la retrocompatibilidad de la consola.
En el Nintendo Direct del 4 de septiembre de 2019 se anunció una versión remasterizada llamada Xenoblade Chronicles: Definitive Edition para Nintendo Switch con fecha tentativa 2020. Finalmente, en marzo de 2020 se confirmó su fecha de estreno para el 29 de mayo de 2020.

## Jugabilidad
Xenoblade Chronicles tiene un sistema de acción basado en la batalla donde los ataques normales pasarán automáticamente a intervalos, similar al establecido en Final Fantasy XII. Sin embargo, los ataques especiales de recarga están por separado de ese intervalo a través de una "paleta de batalla" en la parte inferior de la pantalla, parecido al de la saga Dragon Age. El sistema de batalla también posee una novedad llamada "visiones", donde el jugador puede ver atisbos del futuro, y tratar de reaccionar o evitar que sucedan dichos atisbos.
El juego tiene una serie de características etiquetadas como "funciones de apoyo para ahorro de tiempo". Por ejemplo, el juego tiene un ciclo de día y de noche, el cual los jugadores pueden modificar a su antojo al darle "cuerda al reloj", en lugar de dejar que transcurra el tiempo normalmente. Además, mientras que el juego se trata de explorar, muchos puntos se añadirán a la ayuda al atravesar la tierra. El juego se puede "guardar en cualquier lugar", un elemento relativamente raro entre los juegos de rol de consola.
Otro de los sistemas del juego es el "sistema de bonos", en el que los personajes pueden participar en muchas misiones secundarias opcionalmente con personajes no jugadores. Completar misiones como alterar la percepción del carácter de los pueblos, y abrir las secuencias adicionales de la historia.
El juego también tiene una amplia personalización, en aspectos como cambiar la ropa y armas del personaje. Esos cambios se ven en la batalla, el campo, e incluso en las escenas.

## Trama
Xenoblade Chronicles, originalmente aparecido en Wii en 2010, trata sobre el conflicto entre dos titanes legendarios, Bionis y Mechonis, que combatieron sin fin hasta quedar congelados y convertirse en el mundo entero. Miles de años después, los hombres viven en Bionis y las máquinas en Mechonis, quienes luchan en una cruenta guerra sin cuartel por la supremacía. El protagonista del juego, Shulk, es un joven que vive en la Colonia 9, una población humana. Sin saberlo, Shulk está destinado a controlar a Monado, una espada legendaria con múltiples poderes que es la única capaz de dañar a los Mekons, lo que iniciará su aventura para ayudar a la humanidad y descubrir la verdad sobre el origen del conflicto legendario entre los 2 titanes.

## Personajes
Todos los nombres provienen de la versión japonesa del juego, y pueden cambiar dependiendo del territorio.
- Shulk: Es un joven científico humano que casualmente descubre que es capaz de empuñar la espada Monado, la cual puede destruir a los feroces Mekon. Cuando entra en contacto con dicha espada, comienza a tener las visiones que le guiarán en su viaje, desde Colonia 9, donde vive desde muy pequeño, hasta la cima de Bionis. Monado le sirve para atacar con potencia, y a la vez poder ver los futuros sucesos en las batallas, lo cual le permitirá evitar desenlaces trágicos para su grupo.

- Fiora: Es la mejor amiga de Shulk desde la infancia. Destaca por ser una joven dulce, pero con carácter. Ataca ágilmente con sus dos dagas.

- Dunban: El hermano mayor de Fiora, que ha cuidado de ella desde la muerte de sus padres. En el prólogo, que tiene lugar un año antes del comienzo de la verdadera acción de Xenoblade, Dunban era capaz de blandir a Monado, y gracias a ello consigue vencer al ejército mekon en la batalla del Valle de la Espada. Sin embargo, Dunban tiene secuelas por haber usado a Monado, su brazo derecho ha quedado muy debilitado.

- Sharla: Es una sanadora de la fuerza de defensa de Colonia 6, ciudad que se encuentra en la pierna de Bionis. Usa un francotirador, y su especialidad es la curación. Es la encargada de cuidar a los refugiados de Colonia 6 en un campamento después de un ataque mekon. Ha sido separada de su novio Gadolt y se une al grupo para buscar a su hermano Juju. Usa su rifle tanto para atacar como para curar y mejorar las condiciones de su equipo mediante balas de éter.

- Reyn: Es el mejor amigo de Shulk desde la infancia. A pesar de que es miembro de la fuerza de defensa de Colonia 9, a menudo se le puede ver al lado de Shulk y Fiora. Su arma es una curiosa y práctica mezcla de espada con escudo.

- Melia: Es la princesa de los éntidas, una longeva especie que habita en la parte superior de Bionis. Ellos han desarrollado una formidable tecnología, lo cual les permite quedarse al margen de las guerras entre los habitantes de Bionis y Mekonis. Melia es encontrada en la selva de Makna como una misteriosa y reservada muchacha, capaz de usar potentes técnicas etéricas gracias a su cetro mágico. Le gusta Shulk.

- Riki: Es el "héroe elegido" por el líder nopon para representar a su pueblo y guiar a Shulk y Melia hacia un destino concreto en la selva de Makna. Después descubrimos que en realidad le envían para que no moleste en su comunidad. Riki tiene esposa y varios hijos, aunque a simple vista parece una criatura mucho más joven. Este tierno y sabio nopon ataca con una especie de martillo, además de contar con varias técnicas etéricas, una gran vitalidad y defensa.

## Recepción
Famitsu le dio una puntuación de 9/9/9/9 (36/40). Debutó como el n.º 1 en Japón al vender 83.000 copias en su primera semana. IGN le calificó con un 9/10, destacando como el mejor juego RPG de esta generación. También fue bien valorado por Gametrailers, Gamespot, Game Informer, y muchas otras. Algunas webs españolas como Meristation le dieron un 9/10, mientras que Vandal le dio un 9.9/10.
Actualmente Xenoblade Chronicles ha recibido muchas críticas favorables de parte de los fanes, y por sobre todo de las webs analistas. Alabando la inmensidad y belleza de sus escenarios, el carisma de los personajes, la jugabilidad novedosa y una trama llamativa de principio a fin.
En el año 2011 Gamespot le dio el premio "Best Wii Game" Superando a grandes juegos como The Legend of Zelda: Skyward Sword, Rayman Origins, entre otros. En el 2012 los usuarios de Vandal hicieron una votación para elegir los 50 mejores juegos de Wii, siendo Xenoblade Chronicles puesto en el cuarto lugar.
Pese a la escasa distribución y poca publicidad de este juego, sus ventas a nivel global han superado las 900.000 copias.
Premios
- IGN - 2012 Best Wii U / Wii Game
- IGN - 2012 People's Choice Best Wii U / Wii Game
- Nintendo Life - Staff Award for Wii Retail Game of 2012
- Nintendo Life - Community Award for Wii Retail Game of 2012
- TechTudo (Brazlian website) - Best Wii-exclusive game of 2012 (en portugués).
- GameSpot UK - Editor's Choice Best Wii Game of 2011
- MMGN - 2011 Best RPG

## Legado
Debido a la gran popularidad que ha ganado Xenoblade Chronicles, algunos de sus personajes han aparecido en otros videojuegos de Nintendo. Shulk se convirtió en un personaje jugable en Super Smash Bros. para Nintendo 3DS y Wii U, siendo acompañado por Dunban y Riki en su Smash Final. Además dispone de un escenario propio, inspirado en las llanuras de Gaur, donde también aparece Cara metálica durante las noches para atacar a los jugadores.
En el juego Project X Zone 2 de Nintendo 3DS, Fiora se convierte en personaje jugable, haciendo equipo con KOS-MOS, protagonista de Xenosaga. Cara metálica también aparece en esta entrega como uno de los antagonistas.
En el 2013 Monolith Soft anunció Xenoblade Chronicles X, siendo la secuela espiritual del primer juego.
El 12 de enero de 2017 se anunció, en un Nintendo Direct sobre Nintendo Switch, una secuela directa al juego titulada Xenoblade Chronicles 2, el juego salió a la venta el 01-12-2017.